# Карагичевский
Карагичевский — хутор в составе городского округа город Михайловка Волгоградской области.
Население — 1331 (2010)

## История

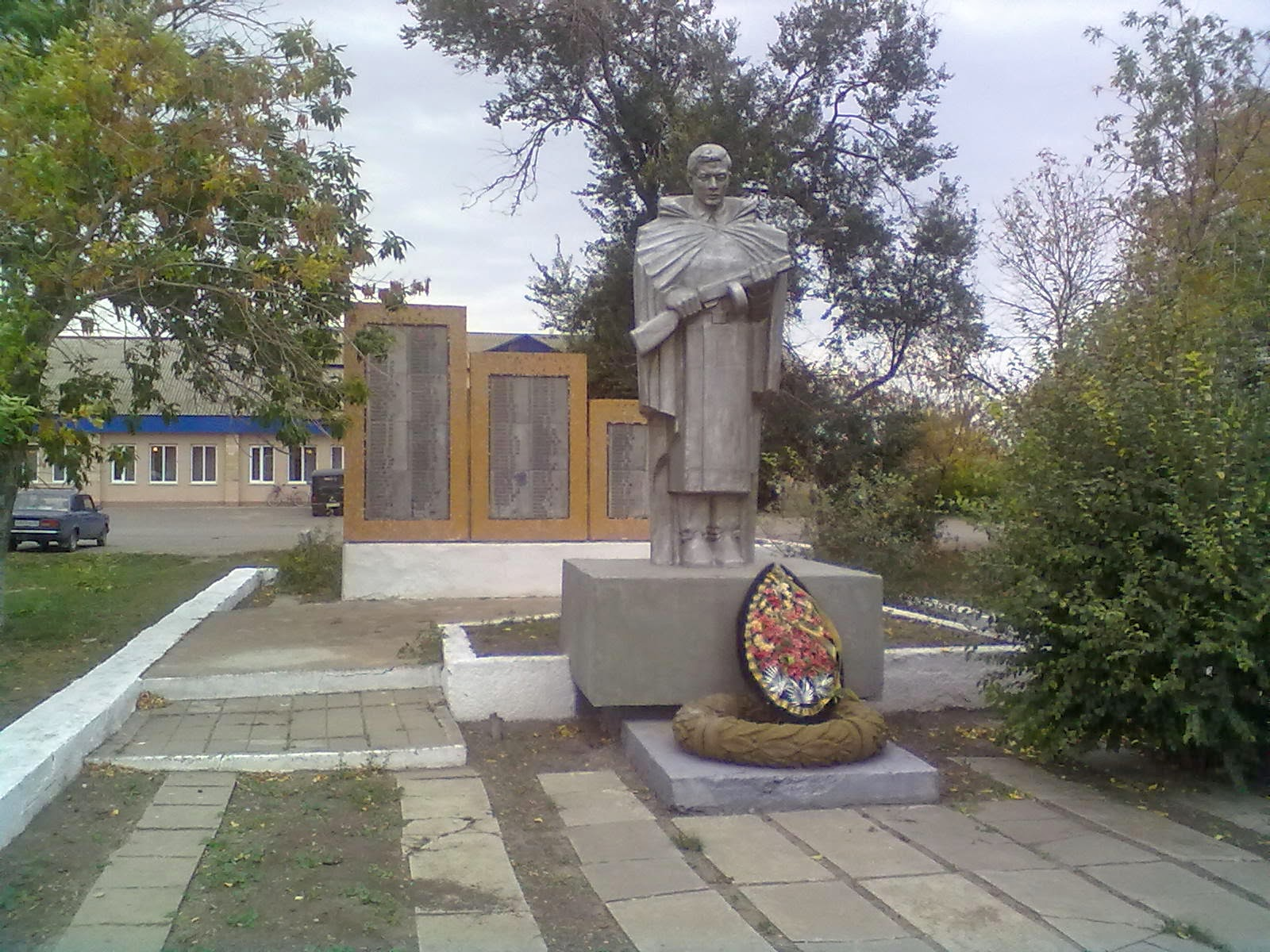
Братская могила участников гражданской войны

Основан в 1840 году. Хутор имел несколько вариантов названий — Карагичев, Карагичи, Караичев, Карагочев (он же Дальний Махров)
Хутор относился к юрту станицы Глазуновской Усть-Медведицкого округа Земли Войска Донского. В 1859 году на хуторе проживало 115 мужчин и 148 женщин. Население хутора быстро росло: согласно переписи населения 1897 года на хуторе проживало уже 375 мужчин и 367 женщин, из них грамотных: мужчин — 146, женщин — 25.
Согласно алфавитному списку населённых мест Области Войска Донского 1915 года на хуторе имелось хуторское правление, проживало 393 мужчины и 375 женщин, земельный надел составлял 3023 десятины. На хуторе имелась Вознесенская церковь.
В 1928 году хутор был включён в состав Михайловского района Хопёрского округа (округ упразднён в 1930 году) Нижне-Волжского края (с 1934 года — Сталинградского края). Хутор являлся центром Карагичевского сельсовета. В 1935 году в составе края был образован Калининский район, Карагичевский сельсовет был передан в его состав (с 1936 года район — в составе Сталинградской области, с 1961 года — Волгоградской). В 1963 году Калининский район был упразднён, а Карагичевский сельсовет передан в состав Михайловского района.
В 2012 году хутор Карагичевский был включён в состав городского округа город Михайловка

## География
Хутор расположен в степи, в пределах Хопёрско-Бузулукской равнины, при балке Караичевой (бассейн Кумылги). В центре хутора имеется пруд. Высота центра населённого пункта около 140 метров над уровнем моря. Рельеф местности холмисто-равнинный. Почвы — чернозёмы южные.
К хутору имеется подъезд (9,4 км) от федеральной автодороги «Каспий». По автомобильным дорогам расстояние до административного центра городского округа города Михайловки — 36 км, до областного центра города Волгограда — 220 км
Климат
Климат умеренный континентальный (согласно классификации климатов Кёппена — Dfa). Многолетняя норма осадков — 436 мм. Наибольшее количество осадков выпадает в июне — 51 мм, наименьшее в феврале — 23 мм. Среднегодовая температура положительная и составляет + 6,9 °С, средняя температура самого холодного месяца января −9,1 °С, самого жаркого месяца июля +22,0 °С
Часовой пояс
Большой, как и вся Волгоградская область, находится в часовой зоне МСК (московское время). Смещение применяемого времени относительно UTC составляет +3:00.

## Население
| 1859 | 1873 | 1897 | 1915 | 1987  | 2002 |
| ---- | ---- | ---- | ---- | ----- | ---- |
| 263  | 427  | 742  | 768  | ≈1300 | 1402 |

| 2010 |
| ---- |
| 1331 |